# Нови град Нанхуи
Нови град Нанхуи (традиционалби кинески: 南汇新城; пинјин: Nanhui Xincheng) је кинески новопланирани град смештен у Пудонгу (специјалној трговачкој зони Шангаја). Град се прије звао Нови град Линганг (традиционалби кинески 临港新城) али је у априлу 2012. године преименован у Нови град Нанхуи.
Локација Нанхуија није случајна изабрана... јер се налази на најисточнијој тачки Шангајске обале и први је призор Кине који путник види из авиона ако слеће на најфреквентнији кинески аеродром.
Овај град се сматра мини Хонг Конгом, а да бисмо у потпуности разумели његову величину, потребно је само рећи да сеу њему развија и гради осам универзитетских кампуса који ће довести више од 100.000 студената. 

## Положај, размештај и број становника
Нови град Нанхуи је смештен на врху полуострва између ушћа реке Јангце и Џиантанг у заливу Хангџоу. Удаљен је око 60 км југоисточно од центра Шангаја. 
На почетку је град био намењен за 300.000 становника али је редизајном пројекта он проширен на 800.000 становника. Због тога је и површина града са планираних 277,66 км² повећана на 453,26 км².

## Историја
Изградња новог града започела је 2003.године а реализација целокупног пројекта реализована је до 2020. За потребе градње један де простора је искрчен дуж обале мора. За потребе пројекта расељено је два милиона људи, од тога 70.000 пољопривредника, а у самом океану створено је велико грађевинско подручје.
Са израдом пројекта започело се 2002. године због огромног индустријског и популацијског раста Шангаја. Како је подручје залива Хангџоу са великом дубином воде  Јангцеа у приобаљу у њему је изграђено неколико контејнерских лука, које су повезана са 14 других међународних лука. Индустрија града све више се концентрише на фармацеутску, козметичку, хемијску и аутомобилску индустрију, али и на енергетику и логистику.
Пре почетка градње новог града постављени су међународни стандарди у погледу квалитете градње, урбаног идентитета, заштите околине и свакодневне функционалности. За његов дизајн ангажована је немачка архитектонска фирма  Gerkan, Marg und Partner, која је град осмислила на метафори феномена "пада капљице у воду" таласи на води шире у концентричним круговима.
Обележавање територије почиње од круга. Контрола празног простора намеће потребу за постављањем гравитационог центра из кога се одмери круг довољне површине, онда још један, па сваки следећи...онолико колико треба или може.
Жеља да сваки почетак буде савршен. Контролисан. Коначан и јасан. Већина утопија има облик радијалног града.

## Архитектура
Нови град Нанхуи  је у архитектонском и урбанистичком смислу нови сателитски град у близини Шангаја, који неки називај у Кинске Бразилија 21.ог века. Ово је не само још један кинески грађевински мега-пројекат већ и најупечатљивији пројекат, јер укључује изградњу новог града од темеља у радијусу од око 120 км, за који се очекује да прими 800.000 људи и привуче око 10 милиона туриста годишње. Овај град, који се гради од нуле, налази се око вештачког кружног језера у области Пудонг, која је нови део Шангаја. Раније познат као Линганг у априлу 2012. је преименован у Нови град Нанхуи.
У овом граду примењен је једноставан и врло јасан концепт:  кап која пада у воду и прави  концентричне кругове. У центру града је језеро  DiShui што на кинеском значи “концентричне капи воде” (енг. Ripple), пречника 2,5 км је први круг - симболични приказ прве капи од које је све почело. 
Према пројекту, град је направљен у три концентрисана круга, од којих је најзанимљивији онај до обале, који укључује вештачко језеро око којег постоји  обилазни пут. 
Језеро има и неколико острва - на једном је хотел у облику цвета, а за друга два су предвиђени конгресни центар и тематски парк. Око језера је шеталиште и булевар новог пословног центра. Иза пословних блокова су резиденцијалне зоне различитих типологија, затим административне четврти и музеји и културне установе. Један од њих је Музеј Кинеских поморских освајања.
Велики нови пословни центар и град за 800.000 људи, уз државне субвенције постао је седиште многих мултинационалних компанија.